# یواس‌اس لناوی (ای‌پی‌ای-۱۹۵)
یواس‌اس لناوی (ای‌پی‌ای-۱۹۵) (به انگلیسی: USS Lenawee (APA-195)) یک کشتی بود که طول آن ۴۵۵ فوت (۱۳۹ متر) بود. این کشتی در سال ۱۹۴۴ ساخته شد.